# Euphorbia davyi
Euphorbia davyi ist eine Pflanzenart aus der Gattung Wolfsmilch (Euphorbia) in der Familie der Wolfsmilchgewächse (Euphorbiaceae).

## Beschreibung
Die sukkulente Euphorbia davyi wächst als kleiner Strauch mit einer knolligen Wurzel. Die Wurzel geht in die unter der Erde befindliche Sprossachse über und es wird ein mit deutlich hervorstehenden Warzen besetzter Körper gebildet, der etwa 5,5 Zentimeter im Durchmesser erreicht. Die zahlreichen Zweige sind kreisförmig um den zentralen Vegetationspunkt angeordnet und stehen aufrecht. Sie werden 3,5 bis 15 Zentimeter lang und bis 2 Zentimeter breit. Durch kleinere, aber ebenfalls deutliche Warzen sind die Zweige gemustert. Die linealischen und kurzlebigen Blätter werden bis 2,8 Millimeter breit und 3,8 Millimeter lang.
Die Cyathien stehen einzeln an den Zweigspitzen an 5 bis 10 Millimeter langen Stielen und erreichen einen Durchmesser von 6 Millimeter. An diesen langlebigen Stielen werden vier bis sechs Tragblätter ausgebildet. Die einzeln stehenden Nektardrüsen besitzen an ihren Rändern zwei bis drei etwa 1 Millimeter lange Anhängsel. Die stumpf gelappte Frucht ist sitzend. Über den Samen ist nichts bekannt.

## Verbreitung und Systematik
Euphorbia davyi ist im Südosten von Botswana und in der südafrikanischen Provinz Nordwest verbreitet.
Die Erstbeschreibung der Art erfolgte 1915 durch Nicholas Edward Brown. Synonyme zu dieser Art sind Euphorbia davyi var. tlapanensis Hargr. (1995) und Euphorbia tlapanensis Hargr. (1995).